# Alf Humphreys
Alfred E. "Alf" Humphreys (* 3 de abril de 1953 en Toronto; f. 31 de enero del 2018 en Stratford, Ontario) fue un actor canadiense.

## Vida y carrera
Alf Humphreys era el mayor de cuatro hermanos y pasó sus primeros años mudándose de una comunidad minera a otra. Fue activo desde 1980 como actor de cine y de televisión después de haber estado antes en el ejército, actuando como guía de turistas. Durante esa experiencia llegó a la conclusión que su vocación era entretener. Después de haber tenido que dejar el ejército, él entró en el teatro de North Bay. Atrajo así la atención y en poco tiempo empezó a actuar en campañas publicitarias y finalmente aparecer en películas. Allí empezó a conseguir notoriedad con la película de horror San Valentín Sangriento (1981).
Finalmente, en la película Rambo , actuó como el Diputado Lester. El éxito de la película le abrió aún más las posibilidades en el mundo de la actuación.  Así pudo participar también en películas como X-Men 2 (2003) y La Maldición de los 2 Hermanas (2009) y además tener cameos en series como Dimensiones Desconocidas y Twilight Zone. Se retiró en el 2012. En el 2017 Alf Humphreys fue inducido el año pasado en el North Bay Musicians and Entertainers Hall of Recognition en reconocimiento por el labor que hizo como actor.
Alf Humphreys estuvo casado hasta su muerte con Elizabeth Moss y tuvo 1 hijo con ella. Murió de cáncer.

## Filmografía (Selección)
- 1980: Gritos en la Noche (Funeral Home)
- 1981: San Valentín Sangriento (My Bloody Valentine)
- 1982: Rambo (First Blood)
- 1984: Ojos Indiscretos (Bedroom Eyes)
- 1986: Acto de venganza (Act of vengeance)
- 1988: Más allá del límite (Outer Limits; serie de televisión; 1 episodio)
- 1989: Los abogados (Street Legal; serie de televisión; 1 episodio)
- 1991: Calor tropical (Tropical Heat; serie de televisión; 1 episodio)
- 1992: Crimen entre amigas (A killer among friends; película para televisión)
- 1993: Morir para recordar (Dying to Remember; película para televisión)
- 1998-2001: You, Me and the Kids (serie de televisión; 12 episodios)
- 2002: Taken (Serie de televisión; 1 episodio)
- 2002: X-Factor: El Inconcebible (Beyond Belief: Fact or Fiction, serie de televisión, 1 episodio)
- 2003: Un Bandido llamado Santa Claus (Stealing Christmas)
- 2004: 10.5 (Miniserie)
- 2003: Destino final 2 (Final Destination 2)
- 2003: X-Men 2
- 2007: The L Word (Serie de televisión; 2 episodios)
- 2009: La Maldición de La 2 Hermanas (The Uninvited)
- 2009: Cielo negro (Black Rain; película para televisión)
- 2010: Un total de locos regalos (Battle of the Bulbs)
- 2012: Un perro llamado Duke (Duke; película para televisión)